# کسی در خانه نیست
«کسی در خانه نیست» (به انگلیسی: Nobody Home) ترانه‌ای از آلبوم دیوار، اثر پینک فلوید است. این ترانه، یکی از ترانه‌هایی است که برای قرارگیری در آلبوم «بهترین‌های» پینک فلوید، پژواک‌ها: بهترین‌های پینک فلوید، مطرح شده بود.

## داستان
پینک که از تنهایی و انزوا به ستوه امده و از درخواست‌های کمکش هیچ جوابی نگرفته، با ناامیدی به مرور داشته‌هایش می‌پردازد. اول داشته‌های او چیزهای معمولی هستند: کیف، دفتر مشکی، مسواک . هر چه آهنگ پیش می‌رود، داشته‌های پینک تبدیل به موارد انتزاعی می‌شوند. که باز هم حکایت از نا امیدی و پوچ گرایی دارند.
من موقعیت اضطراری برای پرواز دارم، اما جایی را ندارم که به آن پرواز کنم.
همچنین این آهنگ اشاره‌های زیادی به سید برت یکی از اعضای اولیه پینک فلوید دارد: چکمه‌های گو هیلز با کش پلاستیکی، قاشق آویزان به زنجیر و موهای فرفری مانند جیمی هندریکس ، به نظر می‌رسد واترز این آهنگ را با الهام از وضعیت سید برت در آخرین باری که در استودیو حاضر شده بود، نوشته است.

## دست‌اندرکاران
- راجر واترز - خواننده ،سینث‌سایزر[۵]
- دیوید گیلمور - گیتار بیس[۵]
- ریچارد رایت - سینث‌سایزر پرافت-[۵] ۵

همراه با:
- باب ازرین — پیانو[۵]
- ارکستر سیمفونی نیویورک[۵]